# Битва при Остії (849)
Битва при Остії (італ. Battaglia di Ostia) — морська битва, що відбулась 849 року біля міста Остія в гирлі річки Тибр між флотами мусульманських завойовників з Південної Італії та християнської ліги, що складалась із Папської держави, та державних утворень, залежних від Візантії — Неаполітанського дуката та герцогств Амальфі, Гаета і Сорренто.

## Передумови
Починаючи з 827 року, мусульманські війська халіфату Аглабідів з Північної Африки почали завоювання Сицилії.
У 846 р. емір аглабідської Іфрикії Мухаммед І ібн аль-Аглаб особисто очолив похід на Рим. Захопивши острів Понца і Остію, аглабідський флот піднявся Тибром до самого Рима, розграбувавши усю територію поза межами стін Авреліана, зокрема було пограбовано Ватиканський пагорб і собор Святого Петра. Проти мусульман виступив король Італії Людовик II, але зазнав нищівної поразки, проте спроба штурму римських стін виявилася для арабів невдалою.
Зрештою під тиском Сергія I, герцога Неаполя, та Гі I, герцога Сполето, араби відступили, захопивши велику здобич.

## Битва
Через три роки після попереднього успішного рейду, у 849 році в Рим прийшла звістка, що кораблі мусульманського флоту готують новий напад і вже досягли Сардинії. У зв'язку з цим було терміново зібрано флот, що складався з кораблів герцогств Неаполя, Амальфі, Гаети та Сорренто, об’єднаних у Лігу Кампанії, під керівництвом консула Цезаря Неаполітанського, (другого сина неаполітанського герцога Сергія I). В Остію особисто прибув папа Лев IV, який благословив християнський флот перед його відплиттям.
Битва почалась з атаки неаполітанських галер. У розпалі битви на кораблі налетів сильний шторм. Християнський флот встиг благополучно сховатись в гавані Остії, арабські ж судна були здебільшого потоплені або їх викинуло штормом на берег. Після того, як буря змістилась і звільнила район битви, італійським морякам було не важко повернутись і знищити рештки мусульманського флоту.

## Наслідки
Перемога у морській битві при Остії поклала початок союзу держав Середньої та Південної Італії та їхній спільній боротьбі з мусульманською навалою з півдня. Взяті в полон під час битви сарацини використовувались папою Левом IV під час будівництва оборонних Леонінських стін навколо Ватикану.